# Kartika

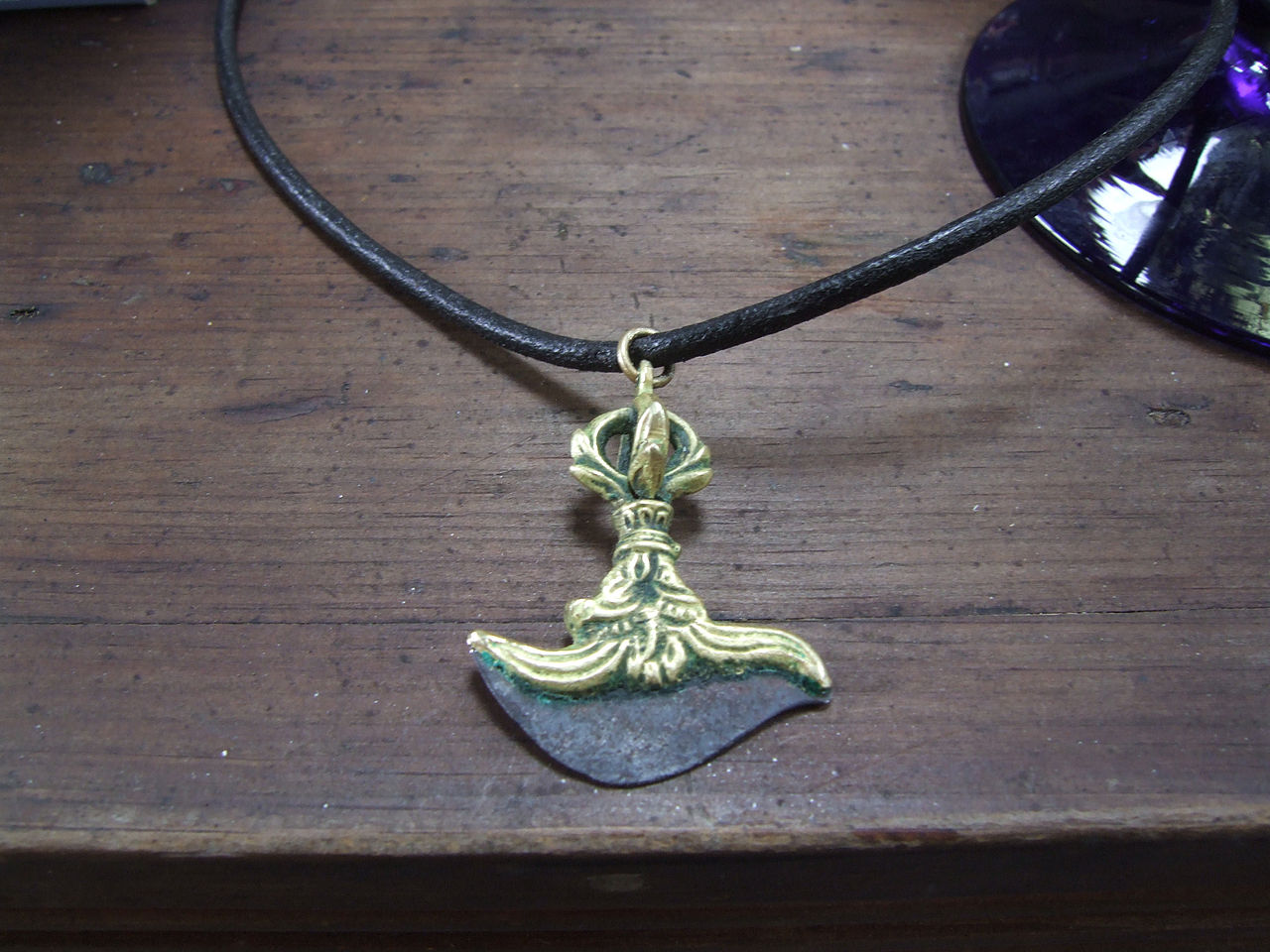

Kartika (en sánscrito: Kartri, katari; en tibetano: gri-gug, o kartrika en Nepal, se hace referencia también a veces en tibetano como trigug o drigug) es un pequeño cuchillo de mano en forma de medialuna ritual, utilizado en las ceremonias tántricas del budismo vajrayana. Se dice que el kartika es «uno de los atributos por excelencia de las furiosas deidades tántricas». Es comúnmente conocido como el «cuchillo de los dakinis».
Mientras que la kartika normalmente se sostiene en la mano derecha de un dakini en la iconografía y práctica espiritual de Vajrayana, en ocasiones se puede ver en manos de deidades masculinas esotéricas, como ciertas formas de Yamantaka. También se encuentra con frecuencia en la iconografía de la práctica espiritual budista tibetana de Chöd.